# Contres (Cher)
Contres is een gemeente in het Franse departement Cher (regio Centre-Val de Loire) en telt 33 inwoners (2009). De plaats maakt deel uit van het arrondissement Saint-Amand-Montrond.

## Geografie
De oppervlakte van Contres bedraagt 14,0 km², de bevolkingsdichtheid is dus 2,4 inwoners per km².
De onderstaande kaart toont de ligging van Contres (Cher) met de belangrijkste infrastructuur en aangrenzende gemeenten.

## Demografie
Onderstaande figuur toont het verloop van het inwonertal (bron: INSEE-tellingen).